# Intelsat 905
Intelsat 905 ist ein Fernsehsatellit der International Telecommunications Satellite Consortium (Intelsat). Er ersetzte Intelsat 603.
Der Satellit wurde von Space Systems/Loral in Palo Alto, Kalifornien gebaut.
Neben Rundfunk- und TV-Übertragungen bietet er auch Kapazitäten für Multimedia- und Telekommunikationsdienste sowie Unternehmensnetzwerkdienste. Bei einem Startgewicht von gut 4,7 Tonnen ist der Satellit mit 72 C-Band und 22 Ku-Band Transpondern (in äquivalenten 36 MHz Einheiten) ausgestattet, die von Alcatel Alenia Space Raumfahrttechnik entworfen und hergestellt wurden. Die Lebensdauer des Satelliten in der Umlaufbahn ist auf 13 Jahre ausgelegt.

## Empfang
Der Satellit kann in Afrika, Süd- und Zentral-Amerika, dem Nahen Osten und Europa empfangen werden.